# Didonica
Didonica je rod rostlin z čeledi vřesovcovité. Zahrnuje 4 druhy a je rozšířen výhradně ve Střední Americe. Rod byl pojmenován po Tyrské princezně Dídó.

## Popis
Jsou to epifytické keře se stálezelenými, střídavými, kožovitými listy. Květy jsou jednotlivé nebo v květenství. Kališní lístky malé, nenápadné. Květy 5–6 cm, okvětní lístky jsou srostlé, trubkovité zvonkovité, poměrně nenápadné, tyčinek 10–12.

## Druhy
- Didonica crassiflora
- Didonica panamensis
- Didonica pendula
- Didonica subsessilis

## Výskyt
Vyskytuje se v tropech ve Střední Americe, jmenovitě ve státech Panama a Kostarika.

## Ohrožení
Rod jako celek, je v extrémním nebezpečí vyhynutí na všech lokalitách a stanovištích. Všechny oblasti, na kterých se nalézají, procházejí v současné době silnými změnami.